# De São Paulo À Belém
De São Paulo À Belém é uma coletânea musical da dupla sertaneja Rionegro & Solimões, lançado no ano de 1999 pela Globo/Universal. A coletânea reúne seis faixas dos álbuns anteriores "Peão Apaixonado" (1997) e "O Amor Supera Tudo" (1998) mais uma faixa do álbum homônimo de 1995, tendo destaque para "Frio da Madrugada", "Laço da Paixão", "Boiadeiro e Violeiro", "Peão Apaixonado", "Saudade Pulou do Peito", "Tô Doidão" e a faixa-título. O álbum foi certificado com disco de ouro pela ABPD e vendeu mais de 100.000 cópias.

## Faixas
| N.º | Título                          | Compositor(es)                      | Duração |  |
| 1.  | "De São Paulo à Belém" (1998)   | Pinocchio e Nilma                   | 3:12    |  |
| 2.  | "Peão Apaixonado" (1997)        | Pinocchio                           | 3:07    |  |
| 3.  | "Frio da Madrugada" (1998)      | Pinocchio                           | 4:20    |  |
| 4.  | "Depois de Você" (1998)         | Rionegro e Domiciano                | 3:46    |  |
| 5.  | "Tô Doidão" (1998)              | Rionegro e Solimões                 | 2:51    |  |
| 6.  | "Laço da Paixão" (1997)         | Rionegro                            | 4:16    |  |
| 7.  | "Rei da Festa" (1998)           | Rionegro e Domiciano                | 2:32    |  |
| 8.  | "Boiadeiro e Violeiro" (1997)   | Rionegro                            | 4:06    |  |
| 9.  | "Saudade Pulou do Peito" (1998) | Rionegro e Domiciano                | 2:57    |  |
| 10. | "Tarde de Chuva" (1997)         | Rionegro e Domiciano                | 4:24    |  |
| 11. | "A Saudade É Quem Manda" (1997) | Rionegro e Domiciano                | 3:29    |  |
| 12. | "Chora Viola" (1995)            | Lourival dos Santos e Tião Carreiro | 3:15    |  |
| 13. | "No Pique do Rodeio" (1998)     | Rionegro e Domiciano                | 3:12    |  |
| 14. | "É Por Você" (1997)             | Pinocchio e Solimões                | 4:06    |  |

## Certificações
| País          | Certificação | Data | Certificado de vendas |
| ------------- | ------------ | ---- | --------------------- |
| Brasil - ABPD | Ouro         | 1999 | 100.000               |